# Tanakh
Tanakh [תנ״ך] és un acrònim que identifica la Bíblia jueva, i coincideix en gran part amb l'Antic Testament cristià, llevat dels deuterocanònics (els llibres que no foren acceptats dins el cànon cristià sinó fins al segle xvi, és a dir: els dos llibres del Macabeus, Judit, Tobies, Saviesa, Siràcida i Baruc; tampoc formen part de la Tanakh Bel i el dragó i Susanna, que en els deuterocanònics formen els dos últims capítols de Daniel). L'acrònim de la Tanakh està basat en les lletres hebrees inicials de cadascuna de les tres parts del text:
1. Torà [תורה], que significa 'llei', 'ensenyament' i/o 'instrucció'. També és anomenat Chumash [חומש] que significa 'cinc', en referència als cinc llibres de Moisès. En grec ha estat anomenat «Pentateuc».
2. Neviïm [נביאים], que significa 'Profetes'.
3. Ketuvim [כתובים], que significa 'escrits'.

La Tanakh també és anomenada Mikra o Miqra [מקרא].

## Llibres de la Tanakh
Els llibres de la Torà foren anomenats basant-se en la primera paraula més important que apareix al text. En català, però, els noms no són traduccions de l'hebreu, sinó que es deriven dels noms grecs creats per a la traducció hebrea de la Septuaginta, els quals van estar basats en els noms rabínics que descrivien la temàtica dels llibres.

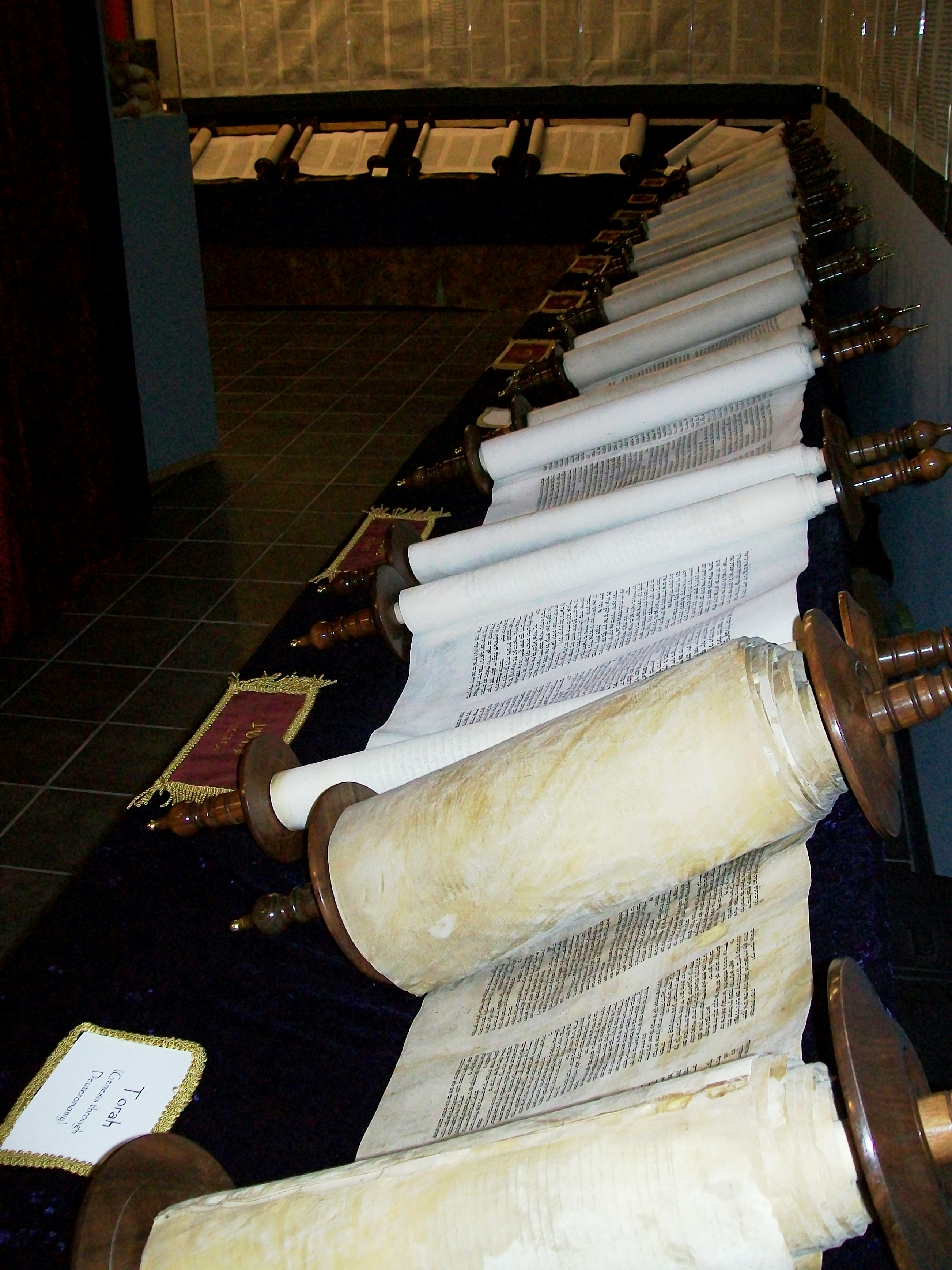

- La Torà (Pentateuc) consisteix en:

1. Gènesi [בראשית]
2. Èxode [שמות]
3. Levític [ויקרא]
4. Llibre dels Nombres [במדבר]
5. Deuteronomi [דברים]

- Els llibres dels Neviïm ("Profetes") són:

6. Llibre de Josuè [יהושע]
7. Llibre dels Jutges [שופטים]
8. Llibres Samuel (I & II) [שמואל]
9. Llibres dels Reis (I & II) [מלכים]
10. Llibre d'Isaïes [ישעיה]
11. Llibre de Jeremies [ירמיה]
12. Llibre d'Ezequiel [יחזקאל]
13. Els dotze profetes menors: [תרי עשר]
I. Llibre d'Osees[הושע]
II. Llibre de Joel [יואל]
III. Llibre d'Amós [עמוס]
IV. Llibre d'Abdies [עובדיה]
V. Llibre de Jonàs [יונה]
VI. Llibre de Miquees [מיכה]
VII. Llibre de Nahum [נחום]
VIII. Llibre d'Habacuc [חבקוק]
IX. Llibre de Sofonies [צפניה]
X. Llibre d'Ageu [חגי]
XI. Llibre de Zacaries [זכריה]
XII. Llibre de Malaquies [מלאכי]
- Els Ketuvim ("Escrits") són:

14. Llibre dels Salms [תהלים]
15. Llibre dels Proverbis [משלי]
16. Llibre de Job [איוב]
17. Càntic dels Càntics [שיר השירים]
18. Llibre de Rut [רות]
19. Llibre de les Lamentacions [איכה]
20. Eclesiastès [קהלת]
21. Llibre d'Ester [אסתר]
22. Llibre de Daniel [דניאל]
23. Llibre d'Esdres - Llibre de Nehemies [עזרא ונחמיה]
24. Llibres de Cròniques (I & II) [דברי הימים]

## Tanakh catalanes
Es conserva una important producció de Tanakh per part dels jueus catalans durant els segles xiii i xiv, que es coneixen com a bíblies hebraiques catalanes.